# Chromolampis ornatipes
Chromolampis ornatipes är en insektsart som först beskrevs av Bruner, L. 1907.  Chromolampis ornatipes ingår i släktet Chromolampis och familjen Romaleidae. Inga underarter finns listade i Catalogue of Life.